# Винский, Григорий Степанович
Григо́рий Степа́нович Ви́нский (1752, Почеп, Стародубский полк, Гетманщина (ныне Брянская область) — 1819, Бузулук (по др. данным, Астрахань)) — писатель, мемуарист рубежа XVIII—XIX вв.

## Биография
Происходил из семьи мелкопоместных украинских дворян. Обучался грамоте в приходской школе, начальные сведения в латинском языке получил от домашнего учителя; прошёл грамматический класс в Черниговском коллегиуме (1762—1763), окончил класс риторики Киево-Могилянской академии (1763—1768); французскому языку обучался в пансионе Карповича в Стародубе. Осень 1769 провёл в Глухове, 12 апреля 1770 был определен К. Г. Разумовским солдатом в Измайловский полк. Кутежи и мотовство привели его в долговую тюрьму (1773—1774). Он был освобождён благодаря заступничеству своего зятя А. К. Лобысевича. Получил первый унтер-офицерский чин (1775). Выйдя в отставку, 1775—1776 провёл в Почепе; затем в феврале 1777 вернулся в Петербург, где вскоре оказался замешанным в дело армейских офицеров о подделке документов и похищении казённых денег, разбиравшееся тайной экспедицией А. А. Вяземского. После заключения в Петропавловской крепости (сентябрь 1779 — декабрь 1780) был лишён чинов и дворянства и сослан на поселение в Оренбургскую губернию.
В 1781—1782 был секретарём у откупщика Астраханцева; с августа 1783 жил в Уфе домашним учителем в семьях Н. М. Булгакова, Е. Д. Рычковой (вдовы П. И. Рычкова), С. Я. Левашева, Ф. Я. Шишкова. Зимой 1787 1788, находясь в Уфе, познакомился со штаб-лекарем С. С. Андреевским, вместе с которым выехал в Челябинск в феврале 1788. По свидетельству мемуариста, 3 месяца, проведённых в Челябинске в тесном общении с Андреевским, «были … полезнее десятилетнего учения». В конце мая Винский вернулся в Уфу. С 1801 по 1806 в Оренбурге — в семье директора таможни П. Е. Величко. В 1806 Винский ездил в Петербург и добился помилования, после чего осел в Бузулуке, часто наезжая в Астрахань, где поддерживал отношения с А. М. Тургеневым, автором известных «Записок». После амнистии 1805 работал над проектами улучшения торговли России с Востоком, занимался переводами произведений французских авторов. С 1814 начал работу над своим главным произведением — автобиографическими записками «Моё время».

### Путь к творчеству
Знакомство Винского с новейшими писателями началось в Петербурге. Более глубокий интерес к литературе пробудился у него в ссылке под влиянием провинциальной интеллигенции (Винский называет П. И. Чичагова, А. П. Мансурова, полковых лекарей С. С. Андреевского и Зандена) и благодаря возможности пользоваться библиотекой П. Ф. Квашниной-Самариной. Важным в этом отношении было знакомство с А. И. Арсеньевым, владельцем собрания современных французских изданий, который побудил Винского заняться переводами. Наиболее сильное впечатление на него произвёл Л.-С. Мерсье; его сочинения определили отношение Винского к литературе французского Просвещения. Рукописные переводы Винского (среди них, возможно, «2440 год» Мерсье) имели хождение в Казани, Симбирске и в Сибири. Своих воспитанников Винский знакомил с идеями Ж.-Ж. Руссо, К.-А. Гельвеция, Г. Мабли; его увлекали «занимательный слог и смелые истины» Вольтера. Широкая начитанность наложила отпечаток на биографические записки Винского «Моё время», начатые около 1813 (доведены до 1794). В манере изложения он пытается подражать Л. Стерну, принимая его «шандеизм», но отвергая стернианство в истолковании Н. М. Карамзина. Кроме бытовых картин провинциальной жизни Украины и Заволжья (Винский резкими чертами рисует тяжёлое положение дворовых людей) записки включают полемическое рассуждение о воспитании в России, критическую оценку царствования Екатерины II, сопоставление нравов России и Малороссии. Мемуары Винского стали известны вскоре после его смерти (А. И. Тургенев получил список в начале 1820-х гг.), но привлекли внимание только в середине XIX в. (современное местонахождение автографа не установлено). Среди бумаг А. П. Величко хранились рукописи сочинений (возможно, переводов) Винского: «Оратор французских Генеральных штатов в 1789 г.» и «Драма…» в трёх действиях из истории гугенотов (утрачены). В 1819 Винский составил и предложил правительству политико-экономический «проект» расширения торговли через Хиву и Бухару.

## Публикации
- Винский Г. С. Записки Г. С. Винского // Русский архив, 1877. — Кн. 1, Вып. 1. — С. 76-123; Вып. 2. — С. 150—197.
- Моё время: Записки Г. С. Винского / Редакция и вступительная статья П. Е. Щеголева. — СПб., 1914.
- Винский Г., Мертваго Д. Екатерина II. Фасад и задворки империи. — M., 2007. — ISBN 5-94177-008-1.